# Cryptorhopalum stachi
Cryptorhopalum stachi là một loài bọ cánh cứng trong họ Dermestidae. Loài này được Mroczkowski miêu tả khoa học năm 1958.